# Schistosoma japonicum
Schistosoma japonicum es un gusano platelminto, un parásito importante y uno de los principales agentes infecciosos de la esquistosomiasis. Este parásito tiene un amplio rango de hospederos, infectando al menos 31 especies de mamíferos salvajes, incluidos 9 carnívoros, 16 roedores, un  humano, dos insectívoros y tres artiodáctilos y, por lo tanto, puede considerarse una zoonosis verdadera.

## Descubrimiento
S. japonicum fue descubierto en la cuenca de Kofu por el Dr. Fujiro Katsurada, un patólogo de la Universidad de Okayama en 1904. Más tarde, Katsurada nombró al parásito como Schistosoma japonicum.

## Enfermedad
Schistosoma japonicum es el único parásito sanguíneo humano que se desarrolla en China, Filipinas y Sri Lanka. Es la causa de la esquistosomiasis japonica, una enfermedad que aún permanece como un problema de salud, especialmente en las regiones de lagos y marismas. La esquistosomiasis es una infección causada principalmente por tres especies de esquistosoma; Schistosoma mansoni, Schistosoma japonicum y Schistosoma haematobium. S. japonicum es la más infecciosa de las tres especies.
La infección por esquistosomas es seguida por una fiebre aguda de Katayama. Los informes históricos de la enfermedad de Katayama se remontan al descubrimiento de S. Japonicum en Japón en 1904. La enfermedad recibió su nombre de una zona en la que era endémica, el distrito de Katayama, Hiroshima, Japón.  Si no se trata, se convertirá en una enfermedad crónica caracterizada por la enfermedad hepatoesplénica y el deterioro del desarrollo físico y cognitivo. La gravedad de S. japonicum se presenta en el 60% de todas las enfermedades neurológicas en los esquistosomas debido a la migración de los huevos de los esquistosomas al cerebro. Los síntomas que puede experimentar una persona infectada incluyen: fiebre, tos, dolor abdominal, diarrea, hepatoesplenomegalia y eosinofilia.

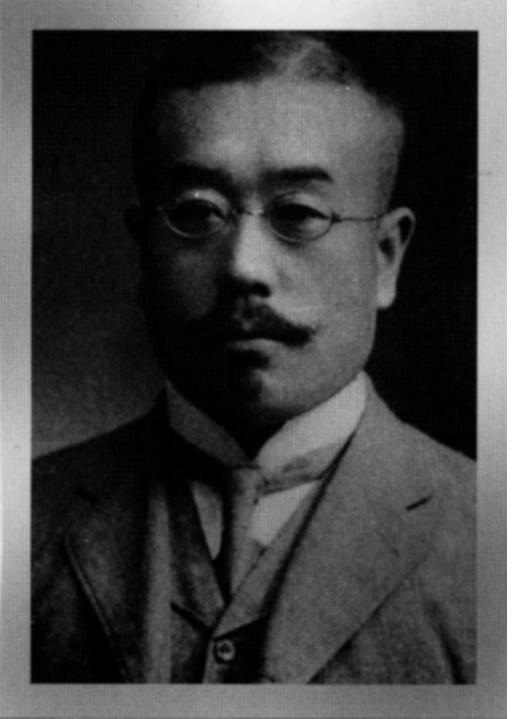
Fujirō Katsurada

## Morfología
Los gusanos de S. japonicum son de color amarillo o marrón amarillento. Los machos de esta especie son ligeramente más grandes que los otros esquistosomas y miden ~ 1.2 cm por 0.5 mm. Las hembras miden 2 cm por 0.4 mm. Los gusanos adultos son más largos y delgados que los gusanos S. mansoni relacionados. 
Vistos al microscopio electrónico no hay protuberancias o espinas en la superficie dorsal del macho, que tiene surcos y presenta una apariencia esponjosa. Muchas espinas cubren la superficie interna del ventosa oral y se extienden hasta la abertura faríngea. El ventosa oral muestra un borde con espinas de tamaño variable y nitidez hacia adentro y hacia afuera del borde. La ventosa ventral posee muchas espinas que son más pequeñas que en la ventosa oral. 

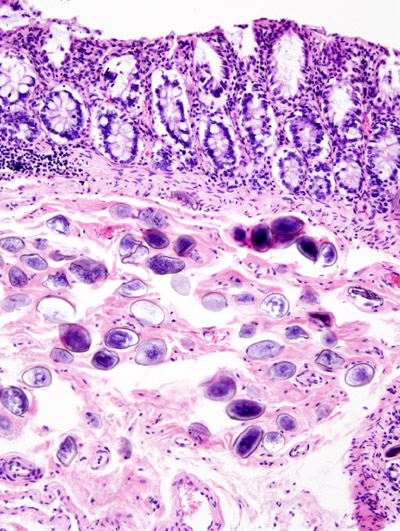
Imagen histopatológica de un antiguo estado de esquistosomiasis encontrado incidentalmente en la autopsia. La deposición de huevos calcificados en la submucosa colónica sugiere una infección previa de Schistosoma japonicum.

El revestimiento del canal ginecofórico es rugoso debido a las diminutas espinas. El integumento de la hembra está estriado y picado y posee menos espinas que en la ventosa oral, la ventral y el canal ginecofórico del macho. Anteriormente al acetábulo, las superficies tegumentales están desprovistas de espinas. Sin embargo, en las demás zonas, las espinas están distribuidas por igual, salvo en la proximidad del poro excretor.
Los óvulos son de aproximadamente 55-85 μm por 40-60 μm, ovales con una espina lateral diminuta o una perilla.

## Ciclo de vida
Los ciclos de vida de Schistosoma japonicum y de Schistosoma mansoni son muy similares. En resumen, los huevos del parásito son liberados en las heces y si entran en contacto con agua estos eclosionan en larvas nadadoras libres, llamadas miracidios. La larva entonces debe infectar un caracol del género Oncomelania como la especie Oncomelania hupensis dentro de uno o dos días. Adentro del caracol, la larva procede a reproducirse de forma asexual a través  de una serie de etapas llamadas esporoquistes o esporocistos.  Después de la etapa de reproducción asexual las cercarias (otra larva nadadora libre) son generadas en grandes cantidades, que después abandonan el caracol y que deben infectar un hospedero vertebrado adecuado. Una vez que la cercaria penetra la piel de su hospedero esta pierde su cola y se convierte en una esquistosómula. Los gusanos entonces migran a través de la circulación acabando en las venas mesentéricas donde se reproducen y ponen huevos. Cada pareja deposita alrededor de 1500 / 3500 huevos por día en los vasos de la pared intestinal. Los huevos se infiltran a través de los tejidos y pasan a las heces.